# Neikkarapatti
Neikkarapatti es una ciudad y nagar Panchayat situada en el distrito de Dindigul en el estado de Tamil Nadu (India). Su población es de 11753 habitantes (2011).

## Demografía
Según el censo de 2011 la población de Neikkarapatti era de 11753 habitantes, de los cuales 5811 eran hombres y 5942 eran mujeres. Neikkarapatti tiene una tasa media de alfabetización del 78,55%, inferior a la media estatal del 80,09%: la alfabetización masculina es del 86,36%, y la alfabetización femenina del 70,98%.